# Weiningen (Zurich)
Pour les articles homonymes, voir Weiningen.
Weiningen est une commune suisse du canton de Zurich.

Photo aérienne prise à 600 m par Walter Mittelholzer (1919).